# Hans Merbach
Hans Erich Merbach, född 10 maj 1910 i Gotha, död 14 januari 1949 i Landsberg am Lech, var en tysk SS-Obersturmführer och dömd krigsförbrytare. 

## Biografi
Merbach tjänstgjorde från december 1939 i koncentrationslägret Buchenwald. På grund av hjärtmuskelförlamning lades han 1941 in på sjukhus. Efter konvalescens återkom han till Buchenwald och fick där befäl över vaktmanskapet. Från januari 1943 och två år framåt var Merbach kommendör för hundförarna i Auschwitz. Efter evakueringen av Auschwitz i januari 1945 utsågs han till andre Schutzhaftlagerführer i Buchenwald.

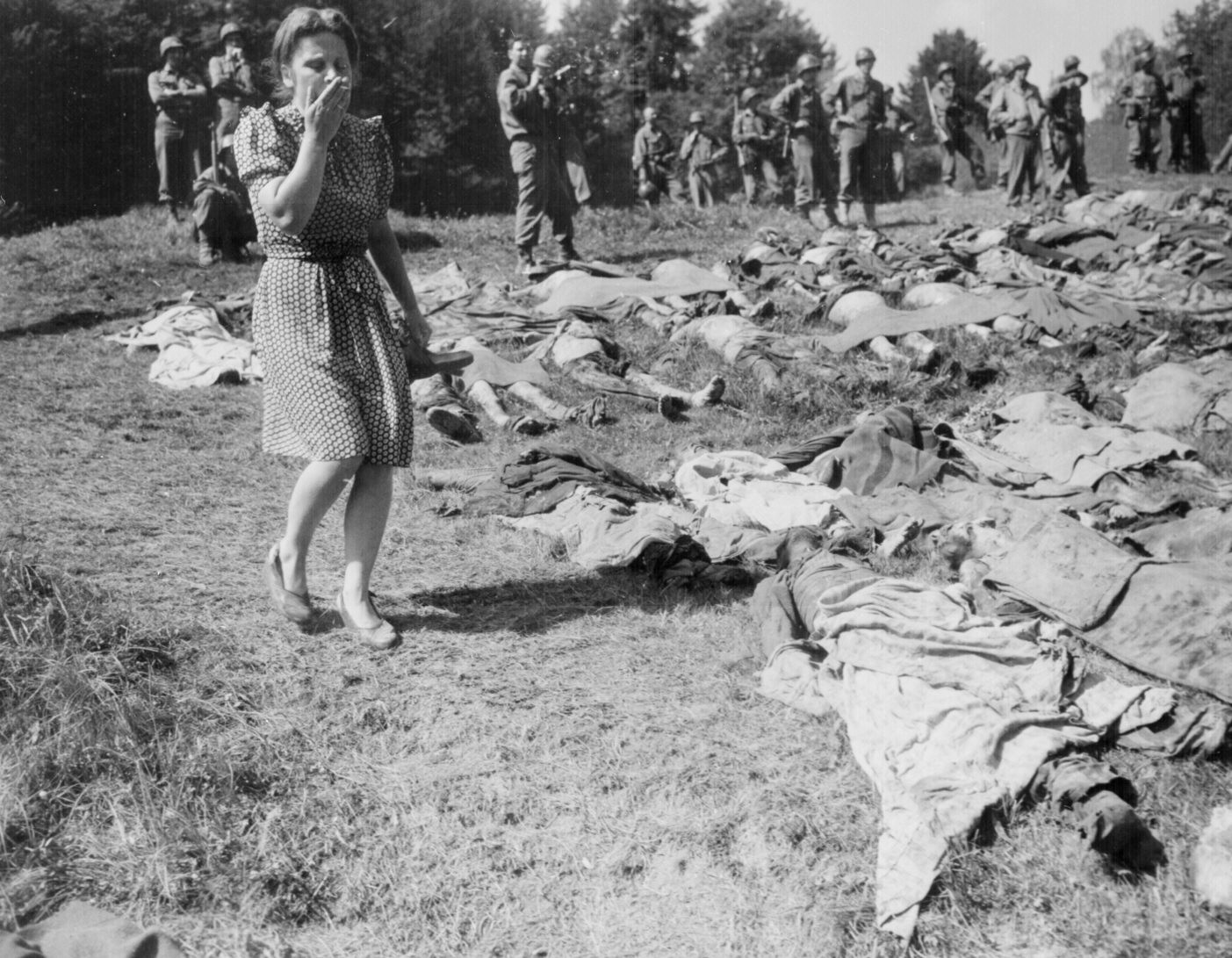
En kvinna förskräcks av synen av dödsoffren från evakueringståget. Fotografi från Nammering i sydöstra Bayern den 17 maj 1945.

Den 7 april 1945 gav Merbach order om att ett evakueringståg skulle avgå från Buchenwald till Flossenbürg. Omkring 5 000 fångar tvingades först att marschera 12 kilometer till Weimar, där de föstes in i godsvagnar. Under marschen skall Merbach själv ha skjutit ihjäl minst tio fångar. Då även lägret i Flossenbürg skulle evakueras, styrdes tåget mot Dachau i södra Bayern. Tåget anlände till Dachau den 28 april 1945, en dag innan lägret befriades. På grund av närings- och vätskebrist hade omkring hälften av de 5 000 fångarna dött i vagnarna. En del av dessa hade kremerats i närheten av München, medan andra hade begravts i massgravar.

### Efter andra världskriget
År 1947 ställdes Merbach och 30 andra misstänkta krigsförbrytare inför rätta vid Buchenwaldrättegången. Han befanns skyldig till mord, bland annat i samband med evakueringen i april 1945, och dömdes till döden genom hängning. Merbach avrättades den 14 januari 1949.